# SIG Sauer P238
A SIG Sauer P238 é uma pistola compacta de ação simples, calibre .380 ACP, anunciada pela SIG Sauer no SHOT Show de 2009. Ela teve como base a M1911, e é semelhante à Colt Mustang. Os painéis da empunhadura são de polímero canelado, o corpo é totalmente metálico diferente das equivalentes de outras marcas como a Ruger LCP e o Kel-Tec P-3AT.

## Características
A P238 possui um corpo de alumínio e um slide de aço inoxidável (com exceção do modelo HD, que é todo em aço inoxidável). Inicialmente, as pistolas P238 tinham miras noturnas como uma opção mais cara. No entanto, todos os modelos atualmente produzidos têm mira noturna padrão. A partir de 2012, muitas variantes têm um padrão de segurança ambidestro para polegar ou como opção.

## Variantes
Quando introduzido em 2009, a P238 estava disponível em acabamento preto fosco e acabamento em dois tons com um slide de cor prata fosca e moldura preta. Desde então, a SIG Sauer produziu uma série de variantes, incluindo algumas edições comemorativas de curto prazo. Entre as variantes estão versões com vários acabamentos, com armação em aço inoxidável e diferentes empunhaduras e enfeites.
A SIG Sauer P938, com câmara de 9×19mm Parabellum apresentado no SHOT Show de 2011, é uma versão um pouco maior do P238.
Atualmente, a SIG Sauer P938 é oferecida em 3 opções de acabamento: a "Desert", a "Rainbow" e a "Nitron", sendo que a "Desert" possui uma empunhadura ergonômica de 7 tiros e as demais mantêm o mesmo formato básico com carregadores de 6 tiros.

## Recall
Em julho de 2009, a SIG Sauer emitiu um recall de todos os P238 vendidos em um determinado intervalo de número de série, que eles chamam de "Atualização Obrigatória de Segurança". O motivo declarado para o recall foi que um pequeno número de P238 foram construídos com alavancas manuais de segurança defeituosas, levando à "possibilidade remota de que a arma pudesse disparar sem querer, criando risco de ferimentos ou morte", embora a SIG Sauer enfatizasse que nenhum incidente chegou a ocorrer. O recall somente se aplicava a pistolas dentro de um intervalo específico de números de série, DA000501 a DA003216, e não afetava nenhuma pistola serializada 27Axxxxxx.